# Новогорожене
Новогоро́жене — село в Україні, у Баштанській міській громаді Баштанського району Миколаївської області. Населення становить 26 осіб. 
До 2016 року орган місцевого самоврядування — Новосергіївська сільська рада.

## Населення
Згідно з переписом УРСР 1989 року чисельність наявного населення села становила 31 особа, з яких 12 чоловіків та 19 жінок.
За переписом населення України 2001 року в селі мешкало 29 осіб.

### Мова
Розподіл населення за рідною мовою за даними перепису 2001 року:
| Мова       | Відсоток |
| ---------- | -------- |
| українська | 84,62 %  |
| російська  | 15,38 %  |